# فرانك كويل (اقتصادي)
فرانك كويل (بالإنجليزية: Frank Cowell)‏ هو اقتصادي بريطاني، ولد في 27 ديسمبر 1969.